# Jaap Schröder
Jaap Schröder (Amsterdam, 31 dicembre 1925 – Amsterdam, 1º gennaio 2020) è stato un violinista e musicologo olandese.

## Biografia
Dopo essersi formato presso il conservatorio di Amsterdam, nel 1948 si trasferì a Parigi dove studiò violino con Jacques Thibaud e musicologia alla Sorbona. Debuttò nel 1949. Tra il 1950 ed il 1963 fu violino di spalla dell'Orchestra da camera della Radio olandese e membro del Netherlands String Quartet.

Nel frattempo, si specializzò nella musica barocca eseguita su strumenti dell'epoca. Dal 1960 al 1968 creò dapprima il Quadro Amsterdam e poi il Concerto Amsterdam, dal 1973 al 1981 il Quartetto Esterhazy. Dal 1981 fu direttore musicale e primo violino dell'Academy of Ancient Music di Cambridge. Fino al 1981 continuò intensamente a fare tournée in tutto il mondo. Nel 1982, fu nominato direttore ospite degli Smithsonian Chamber Players di Washington, dove fondò il Quartetto Smithson.
Già insegnante alla Schola Cantorum Basiliensis di Basilea, al Conservatorio del Lussemburgo e a quello di Amsterdam, è divenuto successivamente membro di facoltà della Yale University ed ha insegnato anche alla prestigiosa Juilliard School di New York, all'Università della Virginia, all'Università del Maryland, al Peabody Conservatory, alla Case Western Reserve University, alla Banff School of the Arts.
Jaap Schröder ha registrato per le etichette Smithsonian, Harmonia Mundi (l'integrale dei quartetti di Franz Joseph Haydn e i quartetti opera 18 di Beethoven), e Virgin Classics (i quartetti e i quintetti di Mozart). Fortemente interessato alla letteratura violinistica poco conosciuta del XVII e XVIII secolo, ha registrato molta musica virtuosa di compositori quali Marco Uccellini, Carlo Ambrogio Lonati, Heinrich Biber, Jean-Marie Leclair. Parallelamente, ha affrontato (spesso, per la prima volta su strumenti d'epoca) alcuni dei maggiori capisaldi del repertorio per il violino: le Sonate e partite per violino solo di Johann Sebastian Bach (Smithsonian), le opere per fortepiano e violino di Beethoven (integrale) con Jos van Immerseel (Harmonia Mundi), di Mozart con Lambert Orkis (Virgin Classics), di Schubert e Mendelssohn con Christopher Hogwood (L'Oiseau-Lyre), e l'ottetto di Schubert con l'Atlantis Ensemble (Virgin Classics). Come direttore musicale e primo violino, ha registrato con Concerto Amsterdam concerti per violino e archi di Vivaldi e Leclair ed il ciclo completo delle Kammermusik di Paul Hindemith (Teldec), ed inoltre con l'Orchestra del Mozarteum di Salisburgo, la Drottningholm Court Baroque Orchestra e la Smithsonian Chamber Orchestra, con la quale ha registrato Mozart e sinfonie di Beethoven (Smithsonian). Insieme a Christopher Hogwood, alla guida dell'Academy of Ancient Music, ha registrato la prima integrale delle sinfonie di Mozart su strumenti d'epoca e i concerti per violino e orchestra di Bach (L'Oiseau-Lyre).
Schröder è morto nella sua città natale, il 1º gennaio 2020, il giorno dopo aver compiuto 94 anni.

## Scritti
- Jaap Schröder, Bach's solo violin works: a performer's guide, Yale, Yale University Press, 2007, ISBN 0-300-12466-X.